# Албрехт Пруски (1837–1906)
Фридрих Вилхелм Николаус Албрехт Пруски (на немски: Friedrich Wilhelm Nikolaus Albrecht Prinz von Preussen; * 8 май 1837, Берлин; † 13 септември 1906, дворец Каменц, Прусия, днес в Долносилезко войводство, Полша) от род Хоенцолерн, е принц от Кралство Прусия, пруски генерал-фелдмаршал (1888 г.), велик майстор на „Ордена Св. Йоан“ от 1883 г. до смъртта си и от 1885 г. регент на Херцогство Брауншвайг.

## Живот
Той е син на принц Албрехт Пруски (1809 – 1872) и първата му съпруга принцеса Мариана фон Орания-Насау (1810 – 1883), дъщеря на крал Вилхелм Фридрих I Нидерландски (1772 – 1843) и принцеса Вилхелмина Пруска (1774 – 1837). Внук е на пруския крал Фридрих Вилхелм III (1770 – 1840) и херцогиня Луиза фон Мекленбург-Щрелиц (1776 – 1810). Племенник е на Фридрих Вилхелм IV (1795 – 1864), крал на Прусия, Вилхелм I (1797 – 1888), император на Прусия, и на Шарлота (1798 – 1860), императрица на Русия, съпруга на руския император Николай I.
Родителите му се развеждат през 1849 г. Майка му Мариана Нидерландска има от 1848 г. връзка с Йоханес ван Росум (1809 – 1873) и има с него син. Баща му Албрехт Пруски се жени втори път 1853 г. (морган.) за Розалия фон Раух „графиня фон Хоенау“ (1820 – 1879), която е направена на 28 май 1853 г. на „графиня фон Хоенау“ и има с нея двама сина Вилхелм (1854 – 1930) и Фридрих (1857 – 1914), графове фон Хоенау. Опекунството за децата получава кралица Елизабет.
Албрехт влиза през 1847 г. в пруската армия. През 1885 г. той е регент на Херцогство Брауншвайг, понеже Ернст Август (1845 – 1923), кронпринц на Хановер, не може да встъпи на тази длъжност. Принц Албрехт Пруски е награден с Железен кръст I., става през 1891 г. рицар на испанския Орден на Златното руно.
Принц Албрехт Пруски умира на 69 години на 13 септември 1906 г. в Каменц в Прусия и е погребан в мавзолея в парка на дворец Каменц в Долна Силезия.

## Фамилия
Албрехт Пруски се жени на 9 април 1873 г. в Берлин за принцеса Мария фон Саксония-Алтенбург (* 2 август 1854, Айзенберг; † 8 октомври 1898, дворец Каменц), дъщеря на херцог Ернст I фон Саксония-Алтенбург (1826 – 1908) и принцеса Агнес фон Анхалт-Десау (1824 – 1897). Те получават подарък дворец Каменц в Силезия. Имат трима сина:
- Вилхелм Ернст Александер Фридрих Хайнрих Албрехт (* 15 юли 1874, Хановер; † 13 ноември 1940, Каменц), пруски офицер, неженен; с бездетната му смърт линията Албрехт се прекратява по мъжка линия
- Вилхелм Фридрих Карл Ернст Йоахим Албрехт (* 27 септември 1876, Хановер; † 23 октомври 1939, Берлин), офицер и композитор, женен I. на 3 септември 1919 г. в Ишл, Австрия, за Мария Блих-Зулцер (* 16 октомври 1872, Виена; † 9 ноември 1919, Щробл, Австрия), II. на 9 октомври 1920 г. във Виена (развод 1936) за Каролина Корнелия Щокхамер (* 5 септември 1891, Браунау, Австрия; † 17 октомври 1952, Мюнхен)
- Фридрих Вилхелм Виктор Карл Ернст Алелсандер Хайнрих (* 12 юли 1880, Каменц; † 9 март 1925, Вайсер Хирш до Дрезден), пруски политик, женен на 8 юни 1910 г. в Потсдам за принцеса Агата фон Хоенлое-Шилингсфюрст (* 24 юли 1888, Рауден; † 12 декември 1960, Визбаден)

- Албрехт Пруски, 1881
- Мария фон Саксония-Алтенбург